# 阿雷西博星
小行星4337 阿雷西博星 （4337 Arecibo）是一颗绕太阳运转的小行星，为主小行星带小行星。该小行星于1985年4月14日发现。
小行星以坐落在波多黎各的阿雷西博天文台（Arecibo Observatory）命名。

## 衛星
阿雷西博星在2021年5月19日，在澳洲雪梨藍山地區出現的一次小行星掩星過程中，由兩位澳洲天文愛好者彼得·諾斯沃西（Peter Nosworthy）和戴夫·高爾（Dave Gault）發現它有一顆衛星。

## 轨道参数
小行星4337的轨道半长轴为3.2585454 UA，离心率为0.092。